# Przesławice (powiat miechowski)
Przesławice – wieś w Polsce położona w województwie małopolskim, w powiecie miechowskim, w gminie Miechów.
W latach 1975–1998 miejscowość należała administracyjnie do województwa kieleckiego.

## Części wsi
| SIMC    | Nazwa          | Rodzaj    |
| ------- | -------------- | --------- |
| 0251699 | Dziadówki      | część wsi |
| 0251707 | Kamieniec      | część wsi |
| 0251713 | Sołtysi Koniec | część wsi |

## Zabytki
Obiekt wpisany do rejestru zabytków nieruchomych województwa małopolskiego:
- kościół parafialny pw. NMP Matki Kościoła. Wybudowany w XVIII wieku w Gołczy został przeniesiony do Przesławic w latach 1972–1974[8].

## Sport
Na terenie wsi działa Klub Sportowy „Zryw”.